# Elena Fortún
Encarnación Aragoneses de Urquijo, més coneguda pel pseudònim literari Elena Fortún (Madrid, 18 de novembre de 1886 - ibídem, 8 de maig de 1952), va ser una escriptora espanyola dedicada a la literatura infantil i juvenil.

## Biografia
Era filla de Leocadio Aragoneses y Esteban, alabarder de la Guàrdia Real, i de Manuela de Urquijo y Ribacova, de la noblesa basca. Va néixer a Madrid i passava els estius a la vila segoviana d'Abades, a casa del seu avi patern, Isidro Aragoneses, mort el 1892. Va estudiar Filosofia i Lletres a Madrid. Es va casar el 1908 amb Eusebio de Gorbea i Lemmi, militar republicà i també escriptor, que va haver d'exiliar-se després de la Guerra Civil i es va suïcidar a Buenos Aires el 16 de desembre de 1948. D'ell va tenir dos fills, el petit dels quals, Bolín, va morir als deu anys, el 1920. Va viure sobretot a Madrid, però també va residir a les illes Canàries, Sant Roque, Saragossa, Barcelona, València, França i Argentina. I fou sòcia del Lyceum Club de Madrid.
Va començar a escriure per a nens el 1928, a la revista Blanco y Negro, ressuscitant la secció de Gente menuda, ja amb el pseudònim d'Elena Fortún. El 24 de juny de 1928 les històries de la nena madrilenya Celia Gálvez de Montalbán, que qüestionava el món dels adults, van quallar entre els lectors infantils de tal manera que l'editorial Aguilar es va interessar per l'obra. Així van anar veient la llum títols tan coneguts com Celia, lo que dice, Celia en el colegio, Celia y sus amigos, Celia novelista o Celia madrecita. L'últim, Celia en la revolución, va romandre inèdit molts anys, i va ser editat el 1987 per l'editorial Aguilar, amb un esborrany de 1943. Va treballar a les revistes Blanco y Negro, Cosmópolis, Crònica i Semana, i a les infantils Macaco, El Perro, el Ratón y el Gato i encara altres d'Espanya i Amèrica.
Va crear importantíssims personatges com Celia, el més popular, protagonista d'una llarga sèrie de novel·les; Cuchifritín i Matonkiki, també protagonistes respectius de cicles novel·lístics, i altres com Mila, Roenueces, el Mag Pirulo, el Professor Bismut, Lita i Lito i La Padrina. Elena Fortún comprenia com ningú fins aleshores la psicologia infantil i es va guanyar la simpatia dels nens, que es podien identificar fàcilment amb els seus personatges rebels i reconeguts al carrer. Sabia com posar-se a l'alçada dels nens i entrar a la seva ment i a les seves il·lusions; sabia què dir-los i com parlar-los, perquè Elena Fortún va prendre partit, definitivament, pel bàndol infantil.
No es va comprometre amb cap partit o organització política, però Encarna Aragoneses sempre va ser republicana en el sentit que pensava que la II República estava cridada a acabar amb l'analfabetisme i amb la situació de desigualtat que vivia la dona. Les seves narracions extenses han relegat a l'oblit la seva narrativa curta, molt abundant i de gran qualitat. La major part d'aquestes històries es van publicar a les pàgines de les revistes ja esmentades (Gente Menuda, Crónica...) i moltes d'elles van ser recollides després en dos volums titulats Los cuentos que Celia explica a las niñas (1951) y Los cuentos que Celia explica a los niños (1952). Però gran part de les altres no han tornat a veure la llum i mereixen una adequada recuperació.
Va tenir una relació sentimental amb la també escriptora Matilde Ras. La relació va acabar quan va decidir exiliar-se amb el seu marit, militar republicà.
La seva última novel·la, Celia en la revolución, havia quedat inèdita durant molt de temps. És la seva novel·la sobre la Guerra Civil espanyola: la vida de la por i de la gana a la rereguarda. Celia afirma: «Jo m'havia figurat les revolucions amb multitud de gent cridant pels carrers. Aquí hi ha silenci, pols, brutícia, calor i homes que ocupen el tramvia amb fusells a l'espatlla». Celia viu amb un pare republicà i un cosí falangista i no sap qui dels dos té la raó. Algú la té sempre completament? Acaba sola, se li mor un fill amb deu anys i l'altre i el seu marit se suïciden. Així acaba la novel·la: «Tots, un darrere l'altre, han anat deixant-me sola abans que m'anés». Va deixar diverses obres inèdites, una de les quals és un testimoniatge autobiogràfic sobre el lesbianisme.
Al Parc del Oeste de Madrid, el 1957, es va erigir una estàtua de l'escultor murcià José Planes en memòria seva. A més a més, un carrer de la capital porta el seu nom.

## Obres

### Sèrie de Celia
- Celia, lo que dice (1929), col·lecció d'històries curtes publicades a la revista Blanco y Negro.
- Celia en el colegio (1932), col·lecció d'històries curtes publicades a la revista Blanco y Negro.
- Celia novelista (1934), col·lecció d'històries curtes publicades a la revista Blanco y Negro.
- Celia en el mundo (1934),col·lecció d'històries curtes publicades a la revista Blanco y Negro.
- Celia y sus amigos (1935)
- Cuchifritín, el hermano de Celia (1935), germà de Celia
- Cuchifritín y sus primos (1935), germà de Celia
- Cuchifritín en casa de su abuelo (1936), germà de Celia
- Cuchifritín y Paquito (1936), germà de Celia
- Las travesuras de Matonkikí (1936), cosina de Celia
- Matonkikí y sus hermanas (1936), cosina de Celia
- Celia madrecita (1939), i reeditat per Renacimiento (2015)
- Celia institutriz en América (1944), i reeditat per Renacimiento (2015)
- El cuaderno de Celia (1947)
- La hermana de Celia (Mila y Piolín) (1949), i reeditat per Renacimiento (2015)
- Mila, Piolín y el burro (1949)
- Celia se casa (cuenta Mila) (1950)
- Patita y Mila, estudiantes (1951)
- Los cuentos que Celia cuenta a las niñas (1951), volum recopilatori d'escrits breus publicats en revistes com Gent Menuda i Crònica.
- Los cuentos que Celia cuenta a los niños (1952), volum recopilatori d'escrits breus publicats en revistes com Gent Menuda i Crònica.
- Celia en la revolución (1987), redactat cap al 1940, l'esborrany (complet, però sense revisar) va quedar inèdit, ja que descriu l'experiència de la vida quotidiana durant la Guerra civi; el manuscrit, en mans dels hereus, fou editat 35 anys després de la mort de l'autora. Reeditat per Renacimiento (2016).

### Altres obres
- Canciones infantiles (1934), volum recopilatori de contes.
- El bazar de todas las cosas (1935), llibre de treballs manuals on ensenyava a fer cases de nines, flors, joguines, disfresses i titelles.
- Teatro para niños (1942), dotze comèdies. Reeditat per Renacimiento (2003).
- El arte de contar cuentos a los niños (1947), i reeditat per Renacimiento (2013).
- El mago Corifitos y otros cuentos de Celia
- Pues señor... Cómo debe contarse el cuento y cuentos para ser contados
- El camino es nuestro (Fundación Banco Santander, 2015)
- Oculto sendero (Renacimiento, 2016)

## Adaptació televisiva
La sèrie de televisió Celia va ser una sèrie infantil espanyola estrenada a Televisió Espanyola, basada en els llibres d'Elena Fortún Celia, lo que dice (1929) i Celia en el colegio (1932). Explica les aventures de Celia, una nena rebel de set anys, pertanyent a l'alta burgesia madrilenya.

## Trajectòria literària
Va començar a escriure per a la infància en 1928, en la revista Blanco y Negro, en la secció de «Gente menuda», amb el pseudònim d'Elena Fortún.
El 24 de juny de 1928 van veure la llum les històries de la nena madrilenya Celia Gálvez de Montalbán, que qüestionava el món dels adults. Aquestes històries van quallar entre el públic infantil de manera tal que l'editorial Aguilar es va interessar per elles. Així van anar veient la llum títols tan coneguts com Celia, lo que dice, Celia en el colegio, Celia y sus amigos, Celia novelista o Celia madrecita. Celia en la revolución va romandre inèdita fins a 1987 publicat també per l'editorial Aguilar, sent l'esborrany de 1943. Va treballar també en les revistes Blanco y Negro, Cosmópolis, Crònica i Setmana, i en les infantils Macaco, El Perro, El raton i el gato i altres d'Espanya i Amèrica.
A més de Celia, el seu personatge més popular, va crear altres personatges com Cuchifritín i Matonkiki, també protagonistes de cicles novel·lístics, i altres com Mila, Roenueces, el Mago Pirulo, el Profesor Bismut, Viró y Lito i La Padrina. Elena Fortún comprenia com ningú fins al moment la psicologia infantil i es va guanyar la simpatia de la infància, que es podien identificar fàcilment amb els seus personatges rebels i recognoscibles al carrer.
Les seves narracions extenses han relegat a l'oblit la seva narrativa curta, molt abundant i de gran qualitat. La major part d'aquestes històries es van publicar en les pàgines de les revistes ja esmentades (Gent Menuda, Crònica...) i moltes d'elles van ser recollides després en dos volums titulats Els contes que Celia conta a les nenes (1951) i Els contes que Celia conta als nens (1952). Són molt interessants els seus articles periodístics i el material inèdit que conservava la seva nora i que va sortir en part a la llum en 2015 i que formen un volum al costat d'escrits de Matilde Ras i les cartes que es van creuar.
La saga de Celia, Bildungsroman o novel·la d'aprenentatge:
El propòsit de la novel·la d'aprenentatge, o Bildungsroman, és elaborar el retrat d'una societat o època històrica a través dels ulls de la veu que narra. Així veiem el món de Celia, una xiqueta dotada d'una gran imaginació, i com va creixent i desenvolupant-se la seua personalitat. La infància de Celia abasta els primers cinc llibres. El seu gran encert va ser donar veu a les xiquetes i als xiquets, influenciada per les directrius pedagògiques de l'Institut Escola i la Institució Lliure d'Ensenyament. L'educació era essencial per a aconseguir la regeneració social i la modernitat. La mare de Celia és, en part, Elena Fortún, ja que, com esta, era assídua del LyceumClub i portava una vida independent. És una dona educada que llegeix i que té problemes en el seu rol maternal. Mor en donar a llum a Mila.
La veu de Celia narra el fracàs de la seua persona al no convertir-se en l'escriptora adulta que la seua jo infantil profetitzava. Les seues novel·les ens mostren la involució que va suposar el règim franquista per a les dones. Seguim el desenvolupament literari del personatge amb Celia madrecita i Celia institutriz a Amèrica. El buit argumental que hi havia entre estos dos volums es va omplir en 1987 amb el descobriment i publicació de Celia en la revolución, una fidel i intensa crònica de Madrid. En estos tres llibres Celia és testimoni-narradora. No podrà anar a la universitat i complirà el rol de mare amb les seues germanes. És Mila qui serà una Celia renovada i modernitzada.
La xiqueta rebel s'ha integrat en la família patriarcal, encara que sense abandonar per complet les seues aspiracions a arribar a ser escriptora, si bé de manera subjugada i casolana. La seua independència queda reprimida des que assumeix el seu paper de mare amb les seues germanes. Emilia Pardo Bazán ja havia vist que la concepció tradicional de la família era un llast cultural per a la formació igualitària dels éssers humans. Este paper d'element inhibidor que té per a la dona assumir el paper de mare queda clar en l'obra d'Elena Fortún, qui posa clarament de manifest en les seues narracions com esta condició maternal canvia radicalment la vida de Celia i són el punt de partida d'una sèrie de sacrificis que condueixen a la seua passivitat i a la fi de la seua existència com ser independent. Celia s'oblida de les seues ambicions: estudiar Batxillerat, Filosofia i Lletres i tal vegada Dret i ser bibliotecària o advocada.

Obres després de la Guerra Civil i obres lèsbiques pòstumes:

Celia en la revolución narra la vivència de la Guerra Civil per part de la protagonista. Aquesta, després de quedar-se sola, decideix seguir al seu pare a l'exili. Aquest conflicte reproduïa el viscut per l'autora en exiliar-se al costat del seu marit, que havia col·laborat amb el bàndol republicà, malgrat les pressions de les seves amistats i editor perquè es quedés a Espanya. Aquesta obra, de la qual només es conservava un esborrany al llapis, no va ser publicada fins a 1987, i es trobava entre els documents inèdits que la nora de Fortún va lliurar a la investigadora Marisol Dorao, entre els quals es trobaven també les novel·les lèsbiques Oculto sendero i El pensionado de Santa Casilda.
Al seu retorn a Espanya Fortún publicaria principalment en l'àmbit del periodisme, i crea els personatges de Mila, la germana de Celia, i el seu gos Piolín, que cobraran el protagonisme en els seus nous relats. Va començar a publicar a Semana, revista fundada en 1942, amb il·lustracions de Viera Sparza. Mila recorrerà Espanya buscant a Piolín i això servirà a Fortún per a descriure'ns llocs i gents extravagants i fins i tot marginals. Aquestes històries serien recollides en volums per l'editorial Aguilar uns anys després. Va tenir problemes amb la censura, que en 1945 va ordenar retirar tots els exemplars de Celia institutriz, en la qual es descrivia a Celia com una jove d'aparença sòbria i pròxima a la de les dones treballadores.
Després d'això, s'inicia una etapa final en la qual Celia adopta rols més tradicionals i pròxims a les expectatives del franquisme. Aquesta línia s'havia iniciat amb Celia madrecita, un encàrrec del seu editor per al qual va usar part de l'inèdit Patita en Argentina i que va suposar deixar de costat l'obra Celia bibliotecaria. Celia se casa (1950), publicada en la revista Fotos amb il·lustracions de Viera Sparza, suposa la culminació del distanciament del personatge del seu caràcter emancipat.
En 2016 es va publicar l'obra inèdita Oculto sendero. L'obra, de caràcter autobiogràfic, segueix la cerca de la protagonista María Luisa Arroyo per a comprendre el seu sentiment de diferència, acceptar la seva homosexualitat i aconseguir realitzar-se com a persona. El llibre està dividit en tres parts: primavera, on es narra la infància de la protagonista; estiu, que abasta la joventut, festeig, matrimoni, maternitat; i tardor, que aborda la mort de la mare i una etapa de maduresa i experiència. La protagonista es va coneixent a si mateixa amb l'ajuda de diferents dones al llarg de la novel·la. Un moment clau en aquest procés aquesta en la seva visita al metge al qual acudeix per el desequilibri de la seva naturalesa. Aquest li recomana deixar de vestir vestits masculins, pintar menys i dedicar-se més a les labors tradicionals del seu gènere, alguna cosa que ella rebutja. Fortún, que va signar la novel·la amb el pseudònim de Rosa María Castaño, havia demanat a Inés Field que destruís les referències en ella a les relacions entre homosexualitat i heterosexualitat i el seu propi lesbianisme, una de les parts de la seva identitat que vivia com més problemàtiques. Així mateix, va demanar que eliminés les referències en ella a la situació de la dona creadora en les primeres dècades del XX i les reflexions sobre autoria i emancipació.
En 2022 es va publicar una nova obra inèdita de temàtica lèsbica de Fortún, titulada El pensionado de Santa Casilda i escrita sota pseudònim al costat de la seva amiga Matilde Ras. La novel·la retrata a un grup de joves que transiten de l'adolescència a la vida adulta en un internat i volen escriure un llibre en comú. L'obra, que l'editora i investigadora Nuria Capdevila-Argüelles va descriure com de consciència sàfica, explora diferents maneres de ser dona, qüestionant ritus d'iniciació de l'època i mostrant relacions romàntiques entre les dones.